# Îles Tijucas
Tijucas est un groupe composé de deux îles, appelées Alfavaca et Pontuda. Elles font partie de l'archipel de Tijucas, avec l'île de Meio. Les îles sont situées près de la côte de la ville de Rio de Janeiro, dans le quartier de Barra da Tijuca.

## Caractéristiques
Les îles de l'archipel sont petites et rocheuses, avec une végétation d'arbustes et d'herbacées. Sur l'île de Pontuda, il y a un phare de signalisation,.
L'archipel est fréquenté par les pratiquants de plongée, de stand up paddle, de pêche amateur et professionnelle. Le départ le plus proche pour les bateaux, jet skis et planches vers les îles se fait par le canal de Joatinga, situé au bout de la plage de Barra da Tijuca,.

## Faune
Les oiseaux qui nichent sur les îles sont des hérons et la seule colonie de cormorans connue au Brésil.
La vie marine est abondante dans l'archipel, notamment sur l'île de Pontuda. On y trouve de nombreux poissons de passage, des bancs d'oeil de chien et de coffres à cornes, des colonies de gorgones jaunes, des murènes et des coquilles Saint-Jacques.

## Accident
Le 5 avril 1949, le navire marchand Magdalena, de la Royal Mail Line anglaise avec 350 passagers et 230 membres d'équipage, entre en collision avec un récif dans les îles Tijucas et s'échoue. Tout l'équipage du navire a survécu. Le navire a été remorqué, mais a fini par se briser et une partie a coulé en mer, près de la plage de Leme,.